# Megaselia furcella
Megaselia furcella är en tvåvingeart som först beskrevs av Günther Enderlein 1912.  Megaselia furcella ingår i släktet Megaselia och familjen puckelflugor. Inga underarter finns listade i Catalogue of Life.